# Emilio Saracho
Emilio Saracho Rodríguez de Torres (Madrid, 1955) es un economista y empresario español, que ha desempeñado cargos de máxima relevancia en la banca internacional y es consejero de empresas cotizadas de primera línea. Desde julio de 2015, es Consejero Independiente de IAG. En 2010 fue nombrado Consejero Independiente de Inditex y en 2015 fue reelegido. También es miembro del Consejo de Administración de International Consolidated Airlines Group (IAG), nombrado en 2016. En el año 2009 fue nombrado Consejero Independiente de Cintra y de ONO.
Saracho fue Vice-Chairman mundial de J.P. Morgan Chase & Co, el mayor banco del mundo por activos, y  presidente del Banco Popular Español.

## Biografía
Nacido en Madrid en 1955, Emilio Saracho es licenciado en Ciencias Económicas por la Universidad Complutense de Madrid. Obtuvo un MBA por la Universidad de California en Los Ángeles en 1980. Fue becario Fulbright.

## Trayectoria
Comenzó su trayectoria profesional en 1980 en el Chase Manhattan Bank. En 1985, participó en la creación del Banco Santander de Negocios, donde gestionó la división de Investment Banking. En 1989 fue nombrado responsable de la división de Grandes Empresas del Grupo Santander y nombrado director general adjunto. Fue asimismo consejero de FISEAT, Santander de Pensiones y Santander de Leasing.
En 1990, trabajó para Goldman Sachs en Londres. En 1995, volvió a Santander Investment como director general responsable de Investment Banking. En 1998 se incorporó a J.P. Morgan como Presidente para España y Portugal y miembro del European Management Committee. Desde 2006 hasta el 1 de enero de 2008, fue Chief Executive Officer de J.P. Morgan Private Bank para Europa, Oriente Medio y África, con base en Londres, siendo a su vez miembro del Operating Committee y del European Management Committee. Entre 2009 y 2015 lideró las actividades de Corporate & Investment Bank de JPMorgan para Europa, Oriente Medio y África (EMEA).

## Banco Popular Español
El día 21 de diciembre de 2016, a través de un hecho relevante remitido a la CNMV, el Consejo de Administración de Banco Popular acordaba por unanimidad proponer el nombramiento de Emilio Saracho como presidente del Consejo de Administración a una Junta General Extraordinaria de Accionistas que se convocará para su celebración en el mes de febrero de 2017, en sustitución a Ángel Ron, que había sido Presidente de la entidad ininterrumpidamente desde el 1 de marzo de 2006.
Antonio del Valle, el principal accionista del banco buscaba un relevo de Ángel Ron, al que se considera responsable de la situación del banco por su gestión durante la crisis del ladrillo. Accionistas como Del Valle  y otros accionistas mexicanos controladores de un 4,2%, Credit Mutuel -4%-, el fondo BlackRock -4,4%- o la aseguradora Allianz -3,4%-, todos ellos accionistas de referencia del banco vieron caer sus acciones un 70% desde enero a noviembre de 2016. Tras seis meses de la crisis abierta, y tras intentar sin éxito durante un mes en vender el banco a uno de sus competidores locales, Saracho renunció el 7 de junio de 2017, inmediatamente después de que el Consejo que él presidía, declarara a las autoridades la posible Inviabilidad del banco en el día 6 de junio y que este fuera Resuelto por el Mecanismo Único de Supervisión (MUS), en ese mismo día.
El anuncio de la compra de la entidad por el Grupo Santander al FROP actuando en nombre del MUS, terminó la crisis del Banco en lo que ha sido hasta el momento la primera vez en la que se aplican los mecanismos de Resolución previstos en la nueva normativa europea y que dio luz a raíz de la firma del Tratado de Unión Bancaria Europea en el año 2014.
El ministro de Economía español, Luis de Guindos, achacó la rápida actuación de las autoridades europeas respecto al Banco Popular por la necesidad perentoria de reforzar el capital de la entidad, que pasaba por una ampliación de capital o por una operación corporativa. Entre marzo y abril de 2017, "la entidad perdió un tercio de su valor de mercado".